# Ismail III
Ismail III là vị vua thứ mười ba của nhà Safavid nước Ba Tư. Ismail là cháu của vị vua cuối cùng của nhà Safavid.
Năm 1750, thủ lĩnh của bộ lạc Zand là Karim Khan đưa cậu bé Ismail lên ngôi, còn về phần mình Karim Khan giữ chức nhiếp chính. Năm 1760, Karim Khan trở thành vua. Ismail III qua đời năm 1773.